# Johann Friedrich Fischer (Philologe)

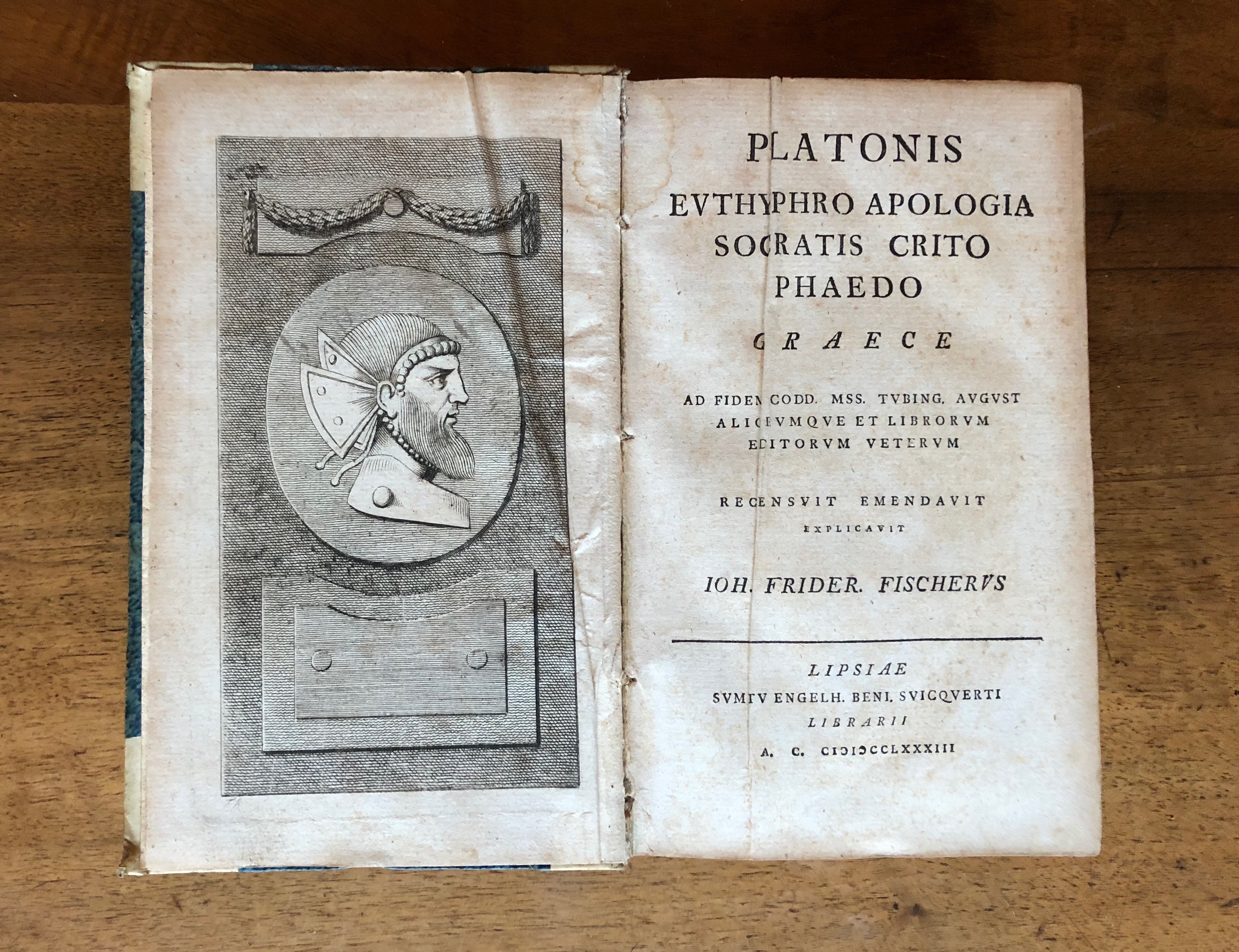
Platonis Eutyphro Apologia Socratis Crito Phaedo, Leipzig 1783

Johann Friedrich Fischer (* 10. Oktober 1726 in Coburg; † 11. Oktober 1799 in Leipzig) war ein deutscher Philosoph und Philologe.

## Leben
Fischer wurde 1726 als Sohn des Generalsuperintendenten zu Coburg geboren. Er besuchte die Stadtschule und das Pädagogikum in Coburg. Von 1744 bis 1747 studierte er an der Universität Leipzig. Sein Mitbewohner in Leipzig war Gotthold Ephraim Lessing. Fischer erlangte 1747 einen Baccalaureus. Im Jahr 1751 wurde er Konrektor an der Thomasschule zu Leipzig. Schwerpunkte setzte er in der Vermittlung alter Sprachen. 1762 wurde er außerordentlicher Professor der alten Literatur in Leipzig. Von 1767 bis 1799 bekleidete er das Amt des Rektors. Er starb 1799 in Leipzig. Sein Nachfolger wurde Friedrich Wilhelm Ehrenfried Rost.

## Schriften
- Selectae e profanis scriptoribus historiae quibus admista sunt varia honeste vivendi praecepta ex iisdem scriptoribus. Editio 4. Fritsch, Leipzig 1785.
- Siegmund Friedrich Dresig, Johann Friedrich Fischer: Segim. Frid. Dresigii Commentarivs de Verbis Mediis N. T., Neuauflage: Juli 2011, ISBN 978-1-173-06692-5